# سیارک ۱۸۴۶۹
سیارک ۱۸۴۶۹ (به انگلیسی: 18469 Hakodate، نامگذاری:1995UC9)۱۸۴۶۹مین سیارک کشف شده‌است که در ۲۰ اکتبر ۱۹۹۵ کشف شد.